# Fidel Dávila Arrondo
Fidel Dávila y Arrondo Gil y Arija, primeiro marquês de Dávila (Barcelona, 24 de Abril de 1878 - Madrid, 22 de Março de 1962), foi um militar espanhol. Ele lutou na Guerra Hispano-Americana e na do Rife. Ele participou do golpe de Estado contra a Segunda República que originou a Guerra Civil. Depois da morte do general Mola foi nomeado Comandante em Chefe do Exército do Norte, ao comando do qual participaria em algumas acções destacadas do conflito, como a Captura de Bilbao, a Ofensiva de Aragão, a Batalha do Ebro ou a Ofensiva da Catalunha.
Foi membro do Conselho de Defesa Nacional e depois Presidente do Conselho Técnico do Estado (origem da administração pública na zona rebelde) e do Ministério do Exército da Espanha. nos primeiros governos do general Franco. Ele era casado com a burguesa Teresa Jalón.

## Biografia

### Carreira militar
Nascido em Barcelona em 1878, ingressou na Academia de Infantaria de Toledo em 28 de Agosto de 1894 e formou-se em 21 de Fevereiro de 1896 com o posto de Segundo Tenente. Como oficial de infantaria lutou em Cuba durante a Guerra Hispano-Americana de 1898, pelo qual recebeu a Cruz do Mérito Militar. Mais tarde entraria para formar parte do Estado Maior do Exército.
Foi promovido a Tenente-coronel e enviado para o Marrocos espanhol, onde participou nas guerras de Marrocos. Em 1929, chegou ao posto de General de brigada, sendo chefe do Estado-Maior da VII Região Militar.

### Segunda República
Durante a Segunda República Espanhola, após as reformas militares levadas a cabo pelo então presidente do governo, Manuel Azaña, ele pediu permissão para se juntar à reserva e estabeleceu-se em Burgos. Na antiga capital castelhana participaria da conspiração militar para derrubar o governo da Frente Popular que culminou no Golpe de Estado de julho de 1936.

### Guerra Civil
Na noite de 18 e 19 de julho de 1936, ocupou o governo civil de Burgos. Dávila era membro do Conselho de Defesa Nacional e presidente do Conselho Técnico do Estado, origem da administração pública dos rebeldes e chefe do Estado-Maior do Exército.
Após a morte do general Mola num acidente de avião, Davila substitui-o e assumiu o comando do Exército do Norte. Ao comando desse exército ocuparia Biscaia, Santander e as Astúrias, o que significaria o desaparecimento da Frente Norte Republicana e posteriormente desequilibraria a balança do conflito em favor do Bando Sublevado. Após a Campanha do Norte, manteve o comando do Exército e redistribuío as suas forças para uma nova ofensiva contra a Espanha republicana, mas ainda adicionou um novo cargo militar ás suas responsabilidades. Em 31 de janeiro de 1938 foi nomeado Ministro da Defesa no primeiro governo de Franco liderado pelo Generalíssimo Franco, estando sob o seu comando os três ramos militares: terrestre, naval e aéreo. Alguns meses mais tarde foi promovido a Tenente-general. Depois de participar na bem sucedida Ofensiva de Aragão, ele liderou a campanha para isolar a Catalunha, na Batalha do Ebro e na ocupação final da Catalunha no início de 1939.

### Pós-guerra
Em Agosto de 1939, ele renunciou ao cargo de chefe do Ministério e em 19 de Agosto foi nomeado Capitão Geral da II Região Militar (Sevilha). Ele foi substituído na Capitania Geral pelo Tenente General Miguel Ponte em 12 de Maio de 1941, sendo nomeado chefe do Alto Estado Maior. Em 1940 foi condecorado cavaleiro da grande cruz da Ordem de São Lázaro de Jerusalém.

## Ministério do Exército
Em 20 de Julho de 1945, ele foi nomeado novo Ministro do Exército, apesar de um ano depois se mudar para a reserva devido à idade legal. Em Outubro de 1949, por ocasião de uma viagem de Francisco Franco a Portugal salazarista, ele foi chamado para liderar o governo durante nove dias.
Em 1951 ele foi demitido do Ministério, passando a fazer parte do Conselho do Reino e nomeado presidente do Conselho Superior Geográfico. Em 1949, o ditador Francisco Franco, como Chefe de Estado, concedeu-lhe o título nobiliárquico de marquês de Dávila, ao qual foi acrescentada a grandeza de Espanha em 1951. Após a sua morte, foi promovido honrosamente a Capitão-general do Exército, máxima graduação militar espanhola.

## Indiciamento e extinção
Em 2008, ele foi um dos trinta e cinco detentores de altos cargos do franquismo indiciados pelo Tribunal no inquérito instruído por Baltasar Garzón pelos crimes de detenção ilegal e crimes contra a humanidade que foram cometidos durante a Guerra Civil Espanhola e nos primeiros anos do regime de Franco. A acusação foi feita apesar da notoriedade da morte de Fidel Dávila, fato que constava em arquivos do jornal e bibliografia sobre o assunto, e além disso, o general teria 130 anos no momento do indiciamento. A morte extingue a responsabilidade criminal, como o juiz finalmente declarou quando recebeu provas confiáveis do fato, ocorrido quarenta e seis anos antes.